# Kubus (producer)
Bart van de Werken 1975, beter bekend als Kubus, is een producer uit Zwolle. Hij heeft meerdere beats gemaakt voor Nederlandse rapformaties zoals Opgezwolle en DuvelDuvel en rapper JaWat. Hij trad op met de rapper BangBang onder de naam Kubus & BangBang.
Op 19 februari 2008 begon op MTV het programma Pie & Mash, waarin Kubus en BangBang op zoek gaan naar de wortels van BangBang.
In 2017 produceerde hij het laatste album van Rico & Sticks; IZM.

## Discografie

### Muziekuitgaven
| Jaar | Album                               | Album (vinyl) | met rapper(s)                        | Label     |
| ---- | ----------------------------------- | ------------- | ------------------------------------ | --------- |
| 2004 | Buitenwesten                        | ep (12 inch)  | Opgezwolle DuvelDuvel Jawat! Typhoon | Top Notch |
| 2004 | Microphone Colossus Re-release 2008 |               | Sticks                               | Top Notch |
| 2007 | Learning Curve                      | ep (12 inch)  | BangBang                             | Top Notch |
| 2007 | Learning Curve, Spoken Word Edition |               | BangBang                             | Top Notch |
| 2008 | Pie & Mash                          |               | BangBang                             | Top Notch |
| 2008 | Learning Curve Remixed Mixtape      |               | BangBang                             | Top Notch |
| 2011 | DMT                                 | Rico          |                                      | Top Notch |
| 2012 | Microphone Colossus 2               | Sticks        |                                      | Top Notch |
| 2013 | Kick Snare Snicker                  |               | Eigen beheer                         |           |
| 2017 | IZM                                 |               | Rico en Sticks                       | Top Notch |

### Producties

#### Volledige albums
| Album met eventuele hitnotering(en) in de Nederlandse Album Top 100 | Datum van verschijnen | Datum van binnenkomst | Hoogste positie | Aantal weken | Opmerkingen        |
| ------------------------------------------------------------------- | --------------------- | --------------------- | --------------- | ------------ | ------------------ |
| Buitenwesten                                                        | 2004                  | -                     |                 |              | ep                 |
| Microphone colossus                                                 | 2004                  | -                     |                 |              | met Sticks         |
| Learning curve                                                      | 2007                  | 17-02-2007            | 69              | 1            | met BangBang       |
| Pie & Mash                                                          | 2008                  | 23-02-2008            | 46              | 3            | met BangBang       |
| DMT                                                                 | 2011                  | 10-09-2011            | 12              | 3            | met Rico           |
| IZM                                                                 | 2017                  | 21-07-2017            | -               | -            | met Rico en Sticks |
| Het mooiste komt nu                                                 | 2021                  | 29-05-2021            | 17              | 1            | met Sticks         |

#### Gastproducties
| Jaar | Track                               | Vorm (album/single/mixtape/ep) | Naam (album/single/mixtape/ep)     | Album artiest |
| ---- | ----------------------------------- | ------------------------------ | ---------------------------------- | ------------- |
| 2003 | Doe Wat je Doet                     | Album                          | Brandstof van Vloeistof            | Opgezwolle    |
| 2004 | Wie is Ut Lelijk                    | Album                          | Aap-O-Theek                        | DuvelDuvel    |
| 2004 | Scarfaced                           | Album                          | Scarfaced                          | -             |
| 2005 | Lelijk                              | ep (12 inch)                   | Krime Poku                         | DuvelDuvel    |
| 2005 | Wie is Ut                           | ep (12 inch)                   | Motje Poku                         | DuvelDuvel    |
| 2005 | Tijdsgeest met Sticks               | Mixtape                        | Rhyme For Thought                  | -             |
| 2005 | Patta Exclusief 1 met Rico & Jawat! | Mixtape                        | Patta Mixtape                      | -             |
| 2005 | Volle Vrijheid met Sticks           | Verzamel Album                 | Home Grown                         | -             |
| 2005 | Plakka Duidelijk Batterij           | Album                          | Ut Zwarte Aap                      | Jawat!        |
| 2005 | Plakka Duidelijk Batterij           | ep (12 inch)                   | Ut Zwarte Aap                      | Jawat!        |
| 2005 | Astro                               | Single (12 inch)               | Astro                              | Ghostface     |
| 2006 | Broodnodig met Opgezwolle           | Album                          | BioLogica                          | Kiddo Cee     |
| 2007 | Kub-Fu                              | Verzamel Album                 | Kung Fu Hossel                     | -             |
| 2013 | Dwars door je speakers met Rico     | Album                          | Electronic Music Means War To Us 2 | Hypnoskull    |

### Dvd's
- 2008: Buitenwesten: De Film

| Dvd's met hitnoteringen in de Nederlandse Music Top 30 | Datum van verschijnen | Datum van binnenkomst | Hoogste positie | Aantal weken | Opmerkingen                                 |
| ------------------------------------------------------ | --------------------- | --------------------- | --------------- | ------------ | ------------------------------------------- |
| Buitenwesten - de film                                 | 2008                  | 22-03-2008            | 9               | 8            | met Jawat, Typhoon, DuvelDuvel & Opgezwolle |